# Melado de cana
O melado de cana, ou simplesmente melado, é uma calda espessa depositada na caldeira com a qual se faz rapadura, ou ainda, feita a partir da própria rapadura derretida. O alimento conta com 591 miligramas de cálcio, 123 de fósforo e 22,32 de ferro, nutrientes que, no açúcar, aparecem em dosagens desprezíveis.